# Aquilaria beccariana
Aquilaria beccariana là một loài thực vật]] thuộc họ Thymelaeaceae. Loài này có ở Indonesia và Malaysia. Chúng hiện đang bị đe dọa vì mất môi trường sống.